# Tian Han
Tian Han (en chino tradicional y simplificado, 田漢; pinyin, Tiánhàn, 12 de marzo de 1898-10 de diciembre de 1968) fue un activista teatral, dramaturgo, líder de la música y el cine revolucionarios, además de traductor y poeta chino. Surgió en la época del Movimiento por la Nueva Cultura de principios del siglo XX y continuó activo hasta la Revolución Cultural, cuando fue denunciado y encarcelado durante dos años hasta su muerte, antes de ser "rehabilitado póstumamente" por las autoridades chinas en 1979. Los historiadores del teatro lo consideran uno de los tres fundadores del drama hablado chino, junto con Ouyang Yuqian y Hong Shen. Su legado más famoso puede ser la letra que escribió para la "Marcha de los Voluntarios" en 1934, que luego fue adoptada como himno nacional de la República Popular China.

## Biografía
Durante el Movimiento del Cuatro de Mayo en 1919, Tian se hizo famoso por las vigorosas actividades antiimperialistas y antifeudalistas en el círculo de artistas e intelectuales que reunió.
Tian se educó en la Escuela Normal Superior de Tokio (actual Universidad de Tsukuba) en Japón. Al regresar de Japón en 1921, Tian estableció la Sociedad de Creación junto con Guo Moruo y Yu Dafu, y otros intelectuales chinos. La Sociedad del Sur de China, también encabezada por Tian, desempeñó un papel destacado en la promoción de representaciones dramáticas en el sur de China. En 1927, Tian enseñó en el Departamento de Literatura de la Universidad de Arte de Shanghai. Posteriormente, se unió a la Liga de Dramaturgos Chinos de Izquierda. En 1934, colaboró con el activista Liu Liangmo en el himno patriótico, Marcha de los Voluntarios.
Tian, entonces presidente del Sindicato de Trabajadores del Drama Chino y vicepresidente de la Federación de Círculos Literarios y Artísticos de China, fue atacado por la Banda de los Cuatro durante la Revolución Cultural de 1966 por su obra histórica Xie Yaohuan (1961). , que se consideró un ataque a las políticas del presidente Mao y a la dirección del PCC. Las críticas a esta obra, junto con otras dos obras históricas (Hai Rui despedido del cargo de Wu Han y Li Huiniang de Meng Chao), fueron las salvas iniciales de la Revolución Cultural. Tian fue denunciado en un artículo del People's Daily del 1 de febrero de 1966 titulado "Xie Yaohuan es una gran maleza venenosa". El Jiefang Daily llamó a Xie Yaohuan un "manifiesto político". La obra fue condenada, entre otras cosas, por "ser una herencia total del legado teatral de China y promover obras tradicionales", "menospreciar las obras revolucionarias modernas" y "promover el liberalismo de clase burgués y ofuscar la dirección de los trabajadores, campesinos y soldados". . Posteriormente, Tian fue perseguido por la Banda de los Cuatro y encarcelado como "contrarrevolucionario" en una prisión dirigida personalmente por Kang Sheng, y murió allí en 1968. Después del final de la Revolución Cultural, él y Xie Yaohuan fueron "rehabilitados póstumamente". (considerado rehabilitado después de la muerte) en 1979.

## Trabajos
Aunque fue un defensor del teatro de estilo occidental (話劇 huàjù) en China, Tian también produjo una serie de obras con temas históricos.

### Roles principales
- Kafeidian Yi Ye (Una Noche en la Cafetería) 1922
- Wufan Zhiqian (Antes del Almuerzo) 1922
- Huo Hu Zhi Ye (Una Noche para Capturar al Tigre) 1924
- Suzhou Ye Hua (Charla Nocturna de Suzhou) 1928
- Hu Shang de Beiju (Una Tragedia del Lago) 1928
- Ming You Zhi Si (Muerte de un Actor Destacado) 1929
- Nan Gui 1929
- Mei Yu (Lluvias de Ciruela) 1932
- Yueguang Qu (Melodia de Media Noche) 1932
- Luan Zhong 1932
- Yangzi Jiang de Bao Feng Yu (tormenta en el Yangtsé) 1935
- Hui Chun Zhi Qu (Melodía de Primavera) 1935
- Hong Shui (Inundación) 1935
- Lugou Qiao (Puente Lugou) 1937
- Han Jiang Yu Ge (Canción del Pescador del Río Han) 1939
- Qiu Sheng Fu 1942
- Liren Xing (Mujeres Lado a Lado)
- Guan Hanqing 1958[5]
- Xiè Yáohuán (謝瑤環) 1961[2]

### Librettos
- Baishe Zhuan (La Serpiente Blanca) (1958)

### Film scripts
- 到民间去 (Dao minjian qu) (1927) (sin terminar) [6]
- Tres Mujeres Modernas (1932)
- Hijos e Hijas en Tiempos de Tormenta (1935)
- Mujeres Lado a Lado (1949)
- Una Prueba de Amor (1958)

### Song lyrics
- "Marcha de los Voluntarios" (1935)
- "La Cantante Errante" (1937)

### Translations
- Salomé (Oscar Wilde) (1921)[7]